# David Goodhart
David Goodhart, född 12 september 1956 i London, är en brittisk journalist, kommentator och författare. Han är grundare av och tidigare redaktör för Prospect Magazine.

## Biografi
Goodhart är utbildad vid Eton College och University of York, där han avlade examen i historia och politik. Han har skrivit om att vara en "gammal marxist från Eton" när han var i övre tonåren och tidiga vuxenåren.
Goodhart var korrespondent för Financial Times i 12 år; en period var han stationerad i Tyskland. Han grundade 1995 den brittiska tidningen Prospect och var dess redaktör till 2010, då han blev chef för redaktionen. I december 2011 utsågs han till chef för den Londonbaserade tankesmedjan Demos. Sedan 2017 är han chef för demografi, invandrings- och integrationsenheten vid Think Tank Policy Exchange.
Han har skrivit för The Guardian, The Independent och The Times. Goodhart har presenterat dokumentärer för BBC Radio 4:s analysprogram om invandring (2010) och även för Blue Labour. Han har skrivit om personer han låtit sig inspireras av, som Maurice Glasman, som myntade begreppet Blue Labour.

## Författarskap
Goodhart skrev först att "dela lika och solidaritet kan strida mot mångfalden", i en uppsats "För mångfaldig?" publicerad i Prospect i februari 2004. Då han avvek från socialliberal ortodoxi orsakade han mycket skriverier. Trevor Phillips, då ordförande i Commission for Racial Equality, beskrev sådana argument som "liberala Powelliter", efter den konservativa politikern Enoch Powell.
I boken Den brittiska drömmen: framgångar och misslyckanden efter efterkrigsinvandringen (2013) hävdar Goodhart att hög invandring kan undergräva nationell solidaritet och utgöra ett hot mot socialdemokratiska ideal om välfärdsstaten. Han förespråkar att invandringen till Storbritannien bör minskas och mer fokus läggas på integrering av invandrare.
Vägen till någonstans publicerades 2017. I boken beskriver Goodhart en lucka mellan Någonstansarna, människor som är fast kopplade till ett specifikt samhälle, vilka är ungefär hälften av befolkningen, och Mittemellorna med Vartsomhelstarna, som bor i storstäder, är socialt liberala och högutbildade. Däremot är de två sistnämnda grupperna enbart 20 % till 25 % av befolkningen, men politiskt sett har de ett oproportionerligt inflytande med vilket de kan köra över andra.
Jonathan Freedland svarade Goodhart i The Guardian att det skulle kunna hävdas att New Labour faktiskt ofta hade Någonstansarna i åtanke i politik som "Asbo-kultur" och "fängelse funkar"-attityd som de fortsatte från Michael Howard tidigare inrikesminister.

## Familj
David Goodhart var gift med Financial Times--journalisten Lucy Kellaway; de har fyra barn men separerade 2015.

## Publikationer
- Den brittiska drömmen: Framgångar och misslyckanden efter invandringen efter kriget (2013). Atlantböcker . ISBN 9781843548058
- Vägen till någonstans: Den Populistiska Revolten och Politikens Framtid (2017). C. Hurst &amp; Co. ISBN 9781849047999